# Metro v Lausanne

Logo metra v Lausanne

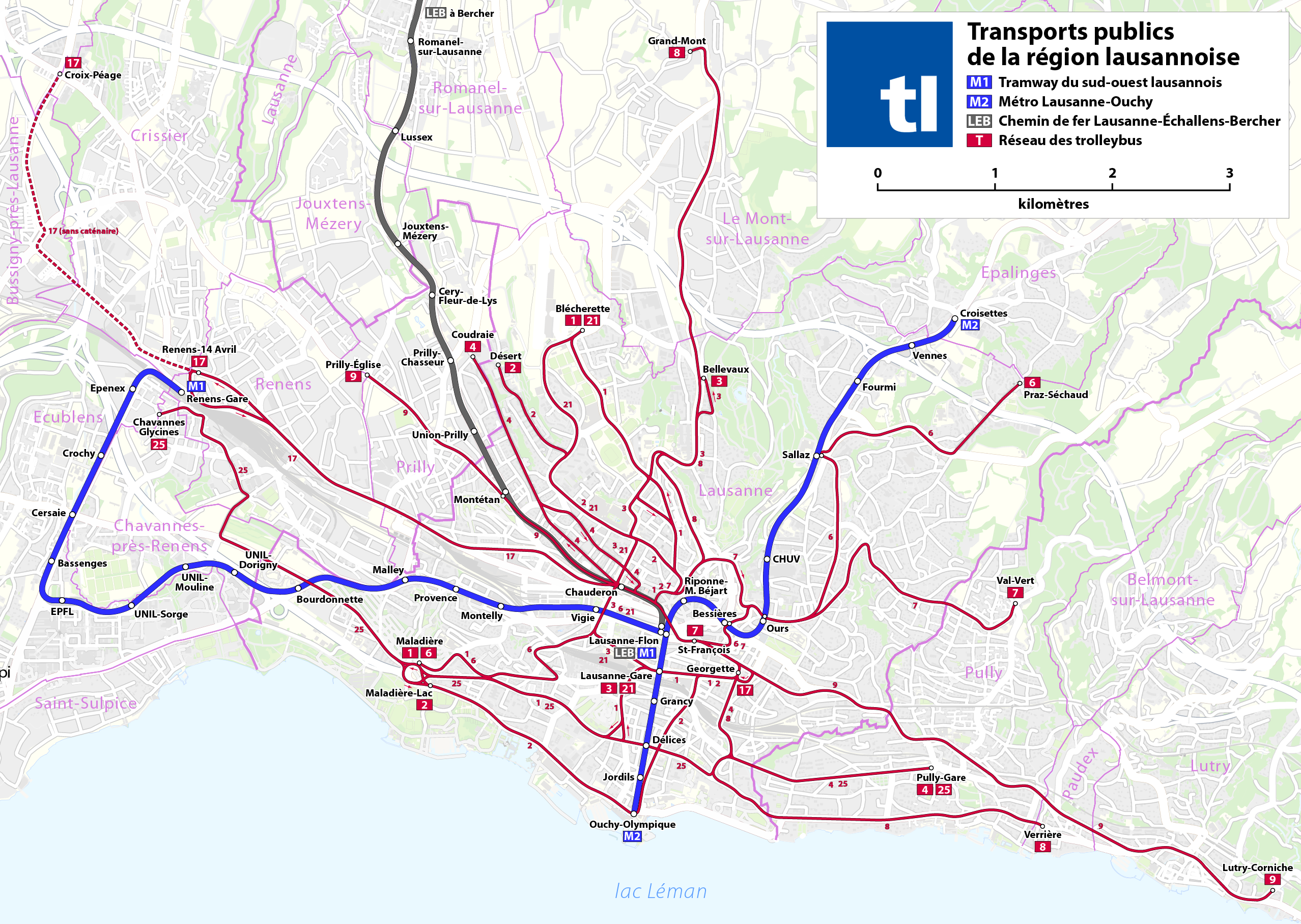
Síť metra v Lausanne (barevné značení není ustálené)

Metro v Lausanne (francouzsky Métro Lausanne) je systém metra v Lausanne, hlavním městě kantonu Vaud v západní části Švýcarska, a okolních obcích Epalinges, Ecublens, Chavannes-près-Renens a Renens. Zahrnuje dvě linky, jejichž vlastníky jsou dvě různé společnosti a provozovatelem je třetí společnost. Je jediným systémem metra ve Švýcarsku. Zároveň je Lausanne nejmenším městem na světě, které metro provozuje.
Skládá se ze dvou samostatných tratí, z nichž na každé vede jedna linka. Linka m2, označená růžovou barvou a zprovozněná roku 2008, je metro na pneumatikách s napájecí kolejnicí. Trať má největší výškový rozdíl ze všech systémů metra na světě. Na lince m1, označené tyrkysovou barvou, původně nazývaná Tramway du sud-ouest lausannois (TSOL), jezdí železniční vozy odvozené od německých lehkých vozů typu B pod trolejovým vedením. Pouze 3 z 15 stanic na této lince jsou podzemní. Obě linky využívají vysokopodlažní vozidla a vyvýšená nástupiště a jezdí po vlastním tělese, ale na lince m1 se nachází i úrovňová křížení s jinými druhy dopravy. Obě linky se sbíhají ve stanici Lausanne-Flon. Síť provozuje Transports publics de la région lausannoise (TL). Linka m2 je první a zatím jedinou linkou metra ve Švýcarsku. Maximálním podélným sklonem kolem 12 % je linka m2 nejstrmější tratí metra v Evropě. Plánovaná linka m3 měla původně být standardní tramvají; roku 2022 byla zahájena její výstavba ve stejné technologii, v jaké je již provozována linka m2. Zprovoznění linky m3 je plánováno v roce 2027.
Síť městských drah v Lausanne doplňuje ještě úzkorozchodná příměstská železnice Lausanne-Echallens-Bercher (LEB), vedoucí ze stanice Lausanne-Flon na severozápad, do Echallens a Bercher. Tato železnice není číslována jako trasy metra, ale označením S1. 

## Linka m1

### Historie
Zřízení linky M1 je úzce spojeno s přemístěním univerzit do kampusu Lausanne v sousední obci Ecublens. Tato lokalita byla špatně obsluhována veřejnou dopravou, takže zaměstnanci a studenti stále častěji cestovali autem. Vzhledem k této situaci bylo v roce 1980 rozhodnuto o prozkoumání možnosti železničního spojení pro univerzity. Institut dopravy a městského plánování (ITEP) na École Polytechnique byl pověřen vypracováním studie proveditelnosti takového projektu. V roce 1981 se objevily následující dvě možnosti:
- Varianta 1, nazvaná Littorail, měla vést z Ouchy do Dorigny podél Ženevského jezera a poté jet buď na vlakové nádraží Renens nebo Morges.
- Varianta 2, nazvaná Flonrail, zajišťovala spojení z Dorigny na vlakové nádraží Flon. Tato varianta zahrnovala i prodloužení na vlakové nádraží Morges nebo Renens.

Nakonec byla v roce 1985 vybrána varianta Flonrail, jejíž trasa byla již od roku 1984 převedena do režimu záboru. V roce 1986 byl Švýcarskou konfederací vydán 50letý dluhopis pro financování projektu a na jaře 1988 byly zahájeny stavební práce. 27. září 1988 byla založena společnost Tramway du sud-ouest lausannois (TSOL) s kapitálem 53,5 milionů švýcarských franků (CHF), která se stala vlastníkem trati. V této době byla plánována odbočka směrem k vlakovému nádraží Morges o délce 6,8 kilometru a devíti zastávkami. To však nebylo nikdy realizováno.

### Provoz
Po několika průtazích ve výstavbě byla trať 2. června 1991 konečně uvedena do provozu. Zprovoznění předcházela slavnostní inaugurace dne 24. května 1991. Této inaugurační akce, která trvala až do 26. května 1991, se zúčastnilo více než 100 000 lidí. Vlastníkem je společnost TSOL (Tramway du sud-ouest lausannois); touto zkratkou a názvem se také trať původně označovala. Nazývá se též Métro Ouest (Metro Západ). Provozovatelem dopravy je Transports publics de la région lausannoise (zkratka TL, podle dřívějšího názvu Tramways lausannois). 
Linka byla od počátku provozována každých 10 minut ve všední dny a každých 15 minut ve večerních hodinách. V sobotu byl nabízen 12minutový interval a v neděli 20minutový interval. V prvním roce provozu využilo novou linku 7,4 milionu cestujících. Vzhledem k této silné vytíženosti se očekávalo, že bude brzy dosaženo limitu kapacity. Tak vznikl nápad, aby vlaky jezdily z Renens zpět do Lausanne po trati SBB Lausanne–Ženeva. Vlaky TL však nejsou určeny pro provoz s jednofázovým střídavým napětím 15 kV při 16,7 Hz, používaným v síti SBB. Proto v roce 1992 jezdily na tomto spoji pro experimentální účely dvousystémové motorové vozy, zapůjčené ze Stadtbahn Karlsruhe. Nápad se však nakonec dále nerozvíjel.
O tři roky později, v roce 1995, byl vozový park rozšířen o pět nových železničních vozů. To umožnilo zkrátit interval mezi spoji na 7,5 minuty.
Vzhledem k dalšímu nárůstu počtu cestujících byla frekvence zvýšena na 10 minut během dne a 5 minut během dopravní špičky v roce 1997. Ve stejném roce bylo provedeno několik údržbářských prací. Poloměr oblouku, zejména výhybek v blízkosti zastávek, byl zvětšen za účelem zvýšení rychlosti v oblastech výhybek a zlepšení jízdního komfortu. Původní měděné venkovní vedení bylo nahrazeno trolejovým drátem ze slitiny mědi a stříbra o průřezu 120 mm² a nosným měděným kabelem o průřezu 150 mm².
První generální prohlídka souprav proběhla v dílnách ve Villeneuve v roce 1999.
V roce 2008 dosáhl roční počet cestujících na M1 10 milionů. V roce 2012 bylo po trati přepraveno 12,5 milionu cestujících.

### Technické řešení trati
Jedná se o normálněrozchodnou lehkou železnici (lehké metro) o délce 7,8 kilometru. Pouze 3 z 15 stanic má umístěny pod zemí. Trať je jednokolejná, pouze ve stanicích se rozděluje na dvě koleje (s výjimkou stanic Bassenges, UNIL-Sorge a Provence, které jsou jednokolejné se společným nástupištěm pro oba směry). Na mnoha místech se úrovňově kříží se silniční dopravou.

### Průběh trati

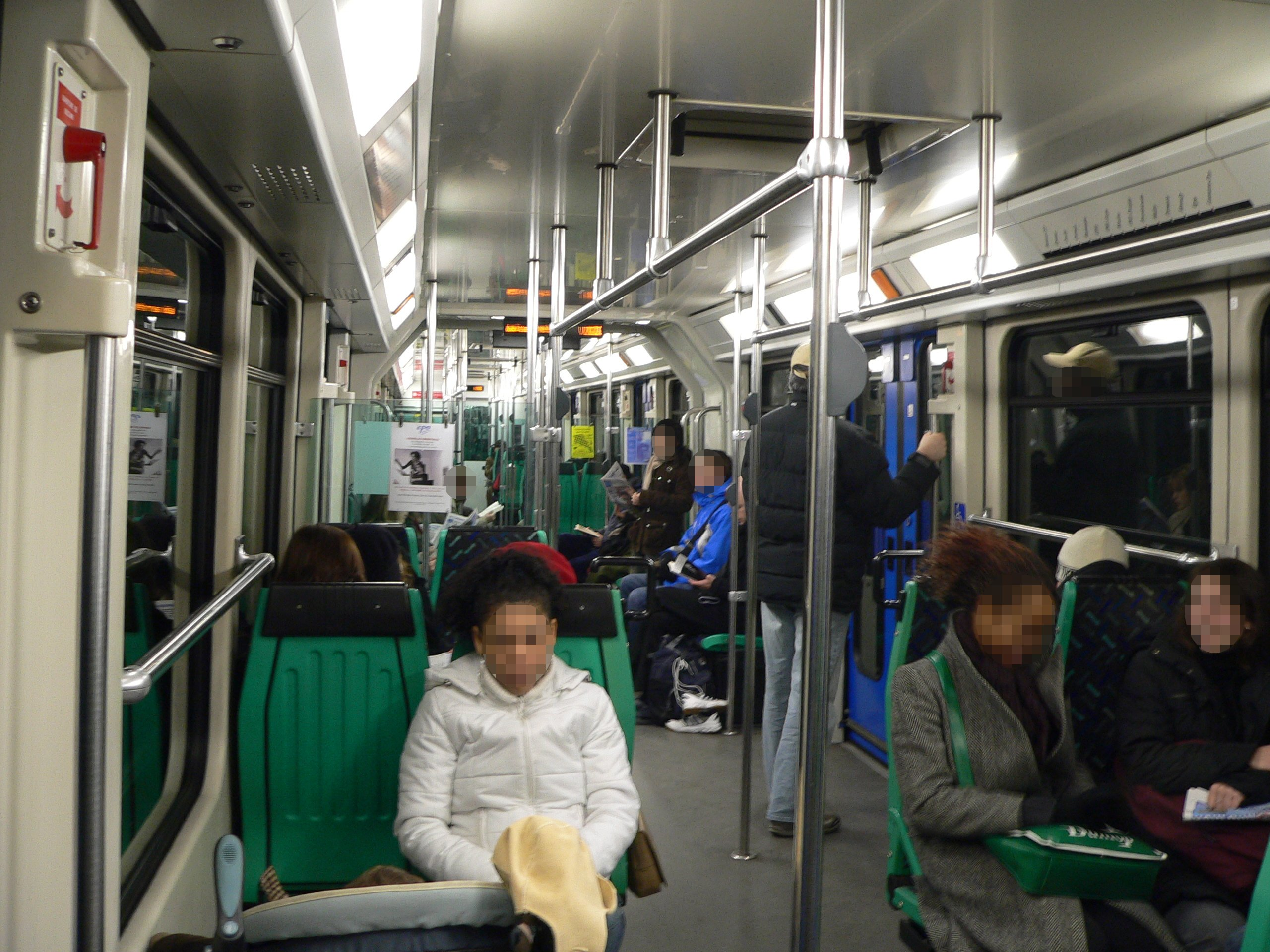
Interiér vozu na lince m1

Linka spojuje centrum města Lausanne s univerzitami (École polytechnique fédérale de Lausanne, University of Lausanne) a obcemi Ecublens, Chavannes-près-Renens a Renens.
Trasa začíná na vlakovém nádraží Flon v centru Lausanne. Až k zastávce Vigie je trať vedena v celé délce v tunelu. Jde o nejdelší tunel na trati s délkou 404,7 metrů. Tunel má sklon 6 ‰. Prvních 69 metrů je dvoukolejných, dále je tunel v délce 234 metrů jednokolejný až do 70 metrů dlouhé odbočky, odkud pokračuje dvoukolejná trať. V tomto úseku je stoupání 60 ‰. Zbývajících 31,7 metrů trati, kdy trať dosáhne zastávky Vigie, je dvojkolejný úsek.

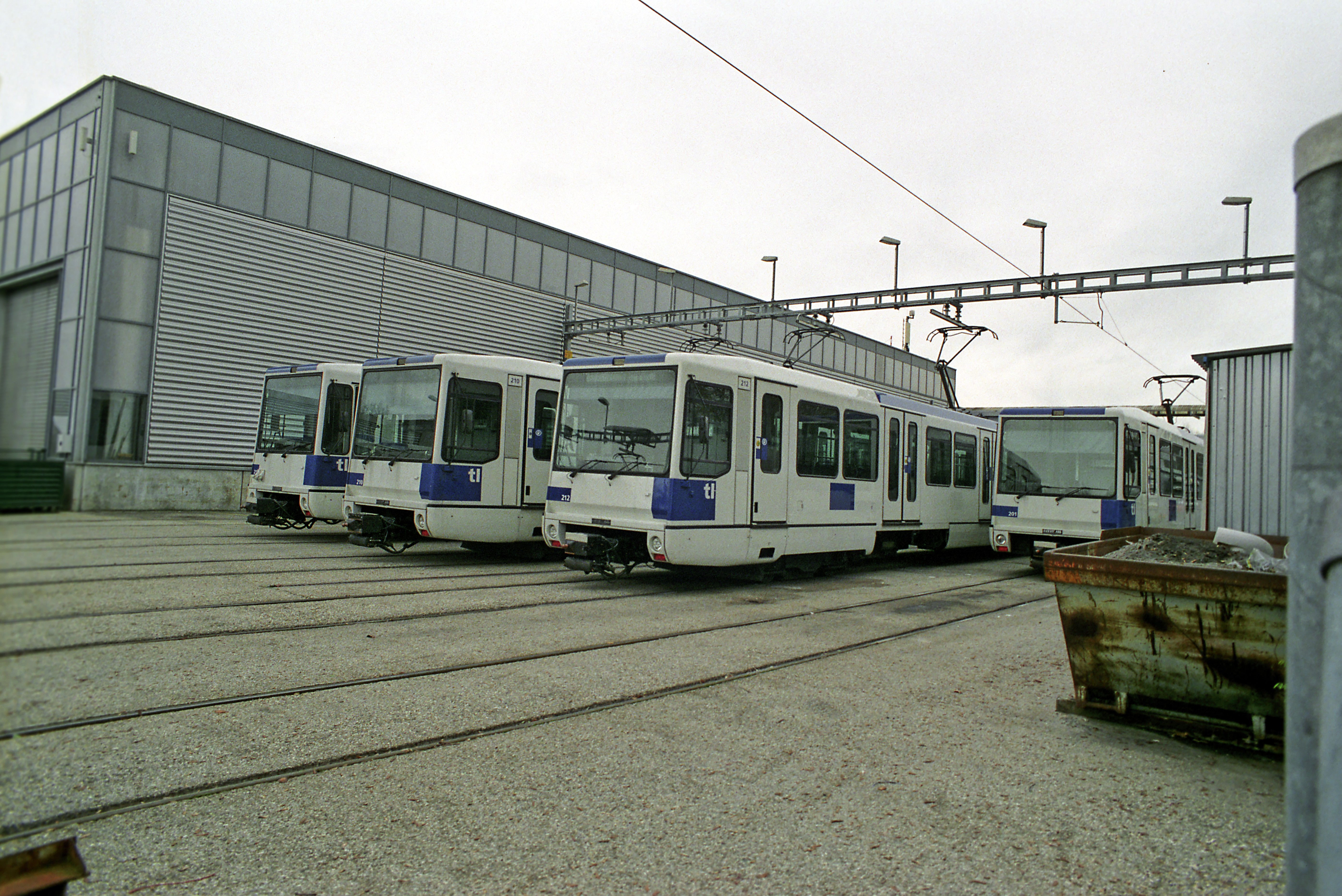
Depo a dílny linky m1

První úsek na povrchu začíná za zastávkou Vigie. Trasa pak vede přes 194 metrů dlouhý most s průměrným stoupáním 47,6 ‰. Tento most vede vedle škol ERACOM a EPSIC a dále od střední školy Sévelin. Další trasa vede přes 227 metrů dlouhý viadukt se sklonem mezi 5 a 60 ‰. Na konci viaduktu je zastávka Montelly s první napájecí stanicí. Trasa pak protíná třídu Avenue de Provence s omezeným mimoúrovňovým přejezdem před stejnojmennou zastávkou. Provence je první ze tří jednokolejných zastávek. Následně trať protíná ulici Chemin de Malley se dvěma sousedními mimoúrovňovými křižovatkami před krátkou rampou se sklonem 60 ‰. Po přejezdu přes Chemin de la Prairie se dostává na zastávku Malley. Odtud vede 350 metrů dlouhým tunelem, na který navazuje 135 metrů dlouhý zářez, který končí na železničním přejezdu. Trasa dále vede po třídě Avenue du Chablais, kde ve dvou mimoúrovňových křižovatkách protíná ulice Rue du Lac a Rue de Chavannes. Poté dorazí na zastávku Bourdonnette, kde se nachází druhá napájecí stanice.
Trať dále překlenuje evropskou silnici E23 po 195,2 metru dlouhém mostě, překračuje Route de la Chamberonne mimoúrovňovým křížením a dojede k zastávce UNIL-Dorigny. Zde opouští městskou oblast Lausanne a dostává se do katastru obce Chavannes-près-Renens. Jak trasa pokračuje, křižuje Route de la Sorge dlouhou mimoúrovňovou křižovatkou a dostává se k zastávce UNIL-Mouline. Nejnižší bod na trati je zde dosažen ve výšce 384,8 metrů nad mořem. Bezprostředně za zastávkou je přechod pro chodce. Trasa pak překračuje řeku Mèbre a vede podél Route de la Sorge, překračuje Route de Praz Véguey a překračuje řeku Sorge před dosažením zastávky UNIL-Sorge, druhé jednokolejné zastávky na trati. Zde vstupuje do katastru obce Ecublens. Trasa nyní kříží soukromou silnici na malém železničním přejezdu, který vede ke kotelně EPFL. Odtud jede linka po dvou kolejích do zastávky EPFL u vozovny M1. Patří sem vlečka pro pracovní vozy, pět venkovních kolejí pro záložní železniční vozy a čtyři koleje v hale, z toho tři pro údržbu vozů a jedna pro čištění. Nachází se zde i třetí a poslední napájecí stanice na trase.
Za zastávkou EPFL je trať vedena po dvou kolejích v úzkém oblouku o poloměru 80 metrů. Poté dorazí do Bassenges, třetí a poslední jednokolejné zastávky na trati. Odtud trasa vede podél Avenue du Tir-Fédéral téměř až na její konec. Po 350 metrech dosahuje další zastávky Cerisaie. Jedná se o nejkratší vzdálenost mezi dvěma zastávkami na celé trase. Zastávku Cerisaie obklopují dvě mimoúrovňové křižovatky.
Linka následně protíná ulice Chemin de Champ-Fleuri a Chemin de Cèdres, než dosáhne zastávky Crochy. Podruhé překonává evropskou silnici E23 po 108,4 metru dlouhém mostě dvakrát přes Avenue du Tir-Fédéral a vede po Route du Pont-Bleu k zastávce Épenex.
Trasa nyní vede po rampě se sklonem 60 ‰, než dosáhne konečného cíle, vlakového nádraží Renens, přes poslední inženýrskou stavbu na trase. Tato inženýrská stavba je 90 metrů dlouhý viadukt s poloměrem oblouku 80 metrů a sklonem 50 ‰. Na vlakovém nádraží Renens je trať napojena na kolejovou síť SBB.

### Stanice
| Stanice       | Nadmořská výška | Typ      | Foto |
| ------------- | --------------- | -------- | ---- |
| Lausanne-Flon | 479 m           | podzemní |      |
| Vigie         | 481 m           | podzemní |      |
| Montelly      | 443 m           | otevřená |      |
| Provence      | 430 m           | otevřená |      |
| Malley        | 422 m           | podzemní |      |
| Bourdonnette  | 389 m           | otevřená |      |
| UNIL-Dorigny  | 388 m           | otevřená |      |
| Mouline       | 386 m           | otevřená |      |
| UNIL-Sorge    | 391 m           | otevřená |      |
| EPFL          | 397 m           | otevřená |      |
| Bassenges     | 399 m           | otevřená |      |
| Cerisaie      | 398 m           | otevřená |      |
| Crochy        | 403 m           | otevřená |      |
| Epenex        | 410 m           | otevřená |      |
| Renens CFF    | 414 m           | otevřená |      |

## Linka m2

### Historie

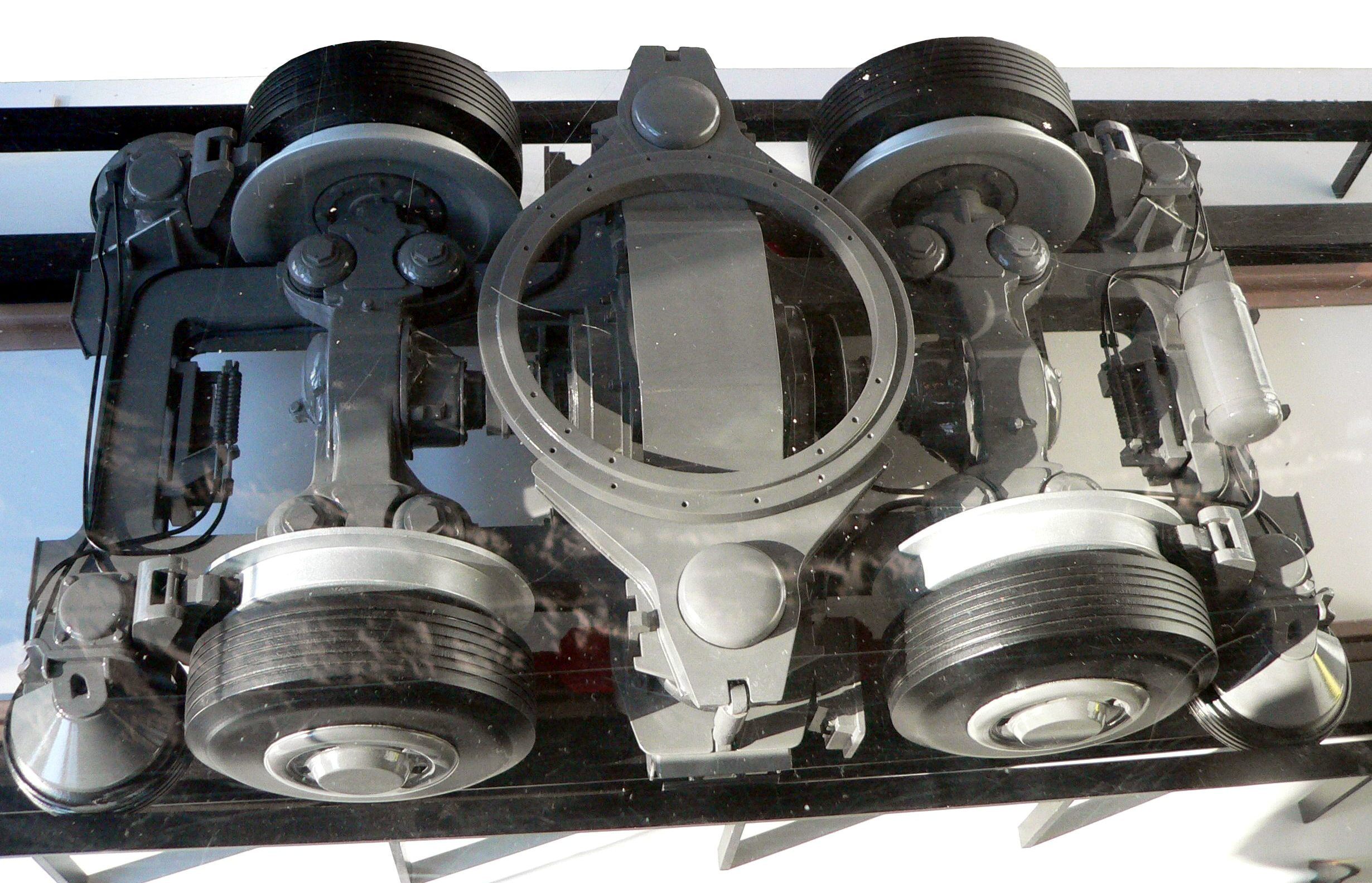
Maketa gumokolového podvozku

Linka m2 vznikla kompletní rekonstrukcí stávající, 1,5 km dlouhé ozubnicové železnice Lausanne–Ouchy a jejím prodloužením do Epalinges. V červnu 2002 schválila výstavbu vláda kantonu Vaud (Conseil d’État), v září 2002 ji doporučil parlament kantonu (Grand Conseil) a 24. listopadu 2002 schválilo projekt za 590 milionů švýcarských franků místní referendum (pro bylo 62,0 % hlasů v kantonu a 76,7 % v Lausanne). Celková cena se nakonec vyšplhala až na 736 milionů franků. Stavební práce začaly 15. března 2004. 22. února 2005 při vrtání tunelu pod Place Saint-Laurent narazili dělníci na vrstvu podzemní vody, načež se vytvořila 15 metrů hluboká jáma a do staveniště tunelu zhroutilo několik stovek metrů krychlových podmáčené zeminy. Při nehodě nebyl nikdo zraněn. Okolní oblast, oblíbená nákupní čtvrť, musela být na několik dní uzavřena. Přesně o jedenáct měsíců později, 22. ledna 2006, byl ukončen provoz původní ozubnicové dráhy, aby bylo možné její trasu přestavět na linku metra, včetně zdvojkolejnění ve většině délky. 27. října 2006 zahynul na stavbě u stanice CHUV jeden pracovník po pádu.
Od února 2007 probíhaly první zkušební jízdy na horním úseku trati. Výstavba celé trati byla dokončena 23. srpna 2007 a poté byl v celé délce zahájen zkušební provoz, který trval až do dne otevření.
18. září 2008 byla trať za účasti ministra dopravy Moritze Leuenbergera a starosty města Lausanne Daniela Brélaze slavnostně otevřena. Po zahajovacím víkendu byl dočasně na pět týdnů zastaven provoz m2 z důvodu úprav softwaru, zjištěných během poruch, které nastaly během zkušebních jízd. Po testovacím provozu byl 27. října 2008 zahájen pravidelný veřejný provoz. Provozovatelem dopravy je, stejně jako na lince m1, Transports publics de la région lausannoise (TL). 
Z konečné stanice Croisettes je navrženo pokračování do Epalinges-Village nebo do Le Chalet-à-Gobet.

### Provoz
K provozu m2 je použita francouzská technologie. 15 dvoudílných jednotek je 30,68 metru dlouhých, 2,45 m širokých a 3,47 m vysokých a pojme maximálně 351 cestujících. První jednotka byla dodána do Lausanne 2. září 2006, zbytek následoval ve dvouměsíčních rozestupech.
Linka m2 je provozována bez strojvedoucího a plně automaticky, stanice mají nástupištní dveře, které se otevírají a zavírají současně s dveřmi vozidla ve stejné výšce. Princip jízdy po trati a navádění byl převzat z pařížského metra. Vozidla vyráběná společností Alstom také do značné míry odpovídají pařížskému metru na pneumatikách typu MP89 CA, používanému na tamní lince 14. Celkem 15 jednotek pro Lausanne se však skládá pouze ze dvou dílů. Stejně, jako na některých tratích pařížského metra, jsou podvozky vybaveny koly s pryžovými pneumatikami. Tím se ušetřila nutnost instalovat ozubnici. Energie je přiváděna přes boční vodicí lišty, které se používají jako napájecí kolejnice.
Projetí celé trasy ve směru do stoupání trvá 21 minut, v opačném směru pak 18 minut. Maximální traťová rychlost je 60 km/h, ale v prudkém klesání je rychlost omezena. Přepravní kapacita činí 6600 osob za hodinu v jednom směru. Na lince je pásmový provoz, v úseku Gare CFF – Sallaz je minimální interval 3 minuty, v okrajových částech linky 6 minut.

### Popis tratě

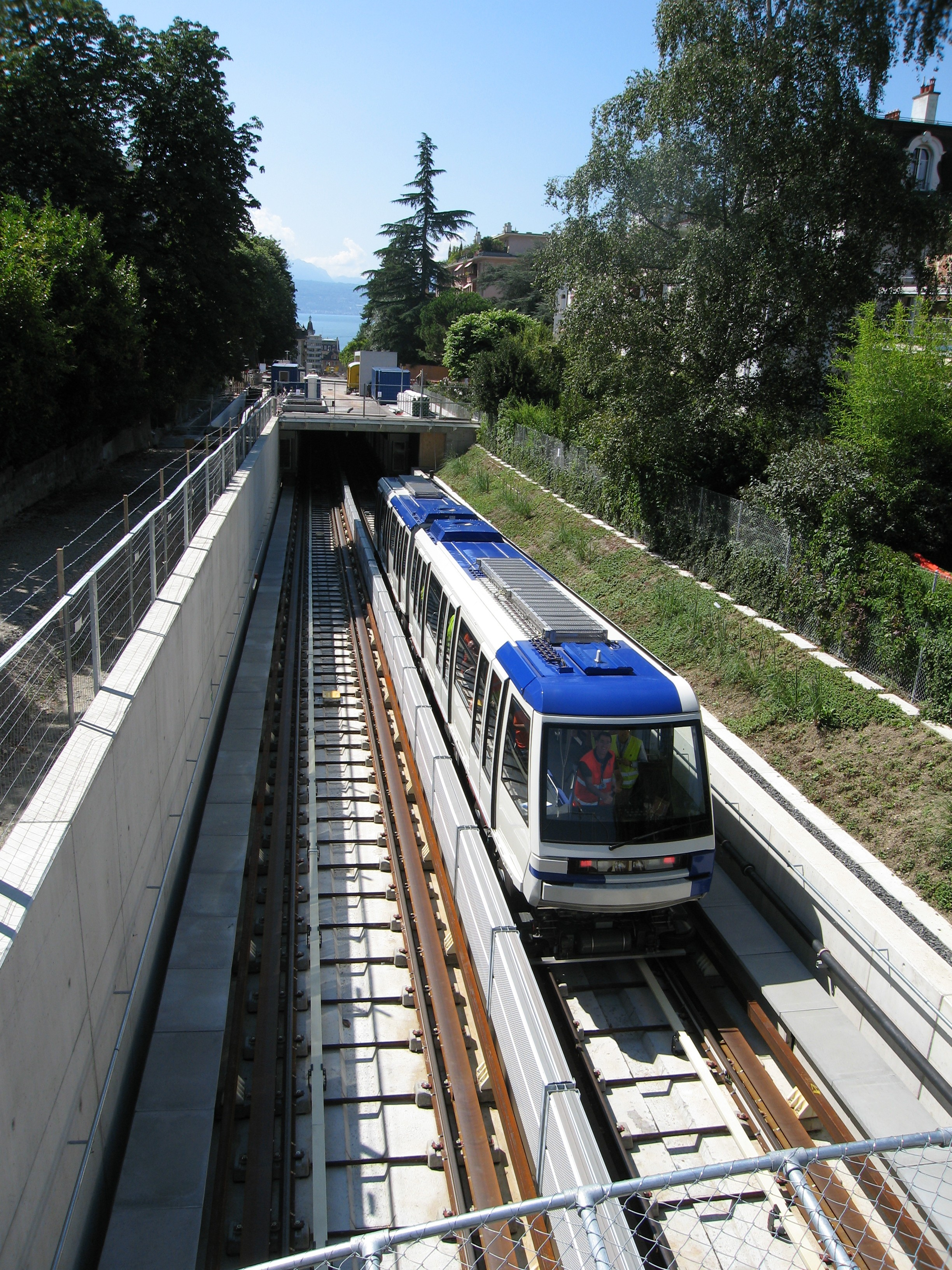
Zkušební jízda na trati m2

Linka m2 je z 90 % podzemní, pouze ve třech krátkých úsecích je trať vedena po povrchu (u stanic Sallaz, Bessières a v úseku mezi stanicemi Grancy a Délices). Trasa metra je dlouhá 5,9 kilometru a zahrnuje 14 stanic (průměrná vzdálenost stanic je 460 metrů), z nichž čtyři pochází z původní ozubnicové dráhy Lausanne–Ouchy. Jedná se o čtyři tunelové úseky o celkové délce 5,3 kilometru; 600 metrů trasy vede po povrchu. Rozdíl v nadmořské výšce mezi konečnými stanicemi v Ouchy (nacházející se na břehu jezera) a předměstím Croisettes vysoko v kopcích je 336 metrů, s průměrným sklonem 5,7 % a maximálním sklonem 12 %. Trať m2 má tedy největší výškový rozdíl ze všech systémů metra na světě, je také nejstrmějším adhezním metrem a třetím nejstrmějším metrem na světě – po systému Karmelit v Haifě (pneumatická lanovka se sklonem 30 %) a lince C metra v Lyonu (ozubnicová dráha se sklonem až 17 %).
Stávající trasa ozubnicové dráhy začíná v Ouchy na břehu Ženevského jezera, přičemž z nejnižšího úseku, který dříve vedl v zářezu, se stal úsek tunelu. Stávající stanice Montriond byla nahrazena stanicemi Délices a Grancy. Druhý tunel začíná nad Grancy, který prochází pod hlavním vlakovým nádražím a vede k předchozí konečné ve Flon. Je zde možnost přestupu na m1 do Renens a úzkorozchodnou příměstskou dráhu Chemin de fer Lausanne-Echallens-Bercher (LEB).
Nový stavební úsek začíná severně/nad stanicí Flon. Druhý tunel končí za stanicí Riponne, protože trasa protíná hluboké údolí v centru města po mostě. Třetí tunel končí těsně před La Sallaz. Čtvrtý tunel následuje severně od této stanice na konečnou. Vzhledem k tomu, že stanice Vennes leží přímo na dálnici A9, vzniklo zde velké parkoviště P+R. Vennes je také sídlem depa a dílen. Trasa končí v Croisettes na okraji Epalinges; konečná stanice byla postavena tak, aby bylo možné vybudovat následné prodloužení do centra Epalinges a Le Chalet-à-Gobet. Trať je téměř v celé délce dvojkolejná, pouze v úseku pod nádražím CFF byl ponechán jednokolejný úsek, protože zdvojkolejnění by bylo neúměrně nákladné. 

#### Métro Lausanne-Ouchy

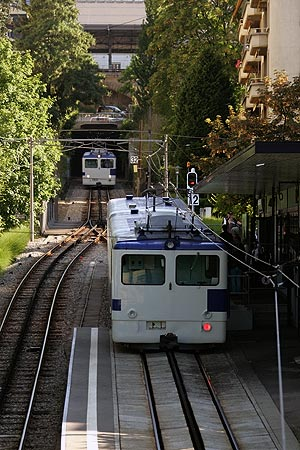
Původní Métro Lausanne-Ouchy

Dráha Lausanne – Ouchy byla otevřena roku 1877 jako pozemní lanovka. V úseku mezi hlavním nádražím a Flonem vedla od roku 1879 souběžně druhá trať. Trať Ouchy – Jordils – Montriond – CFF Station – Flon se nazývala Métro-Ouchy, paralelní trať CFF Station – Flon se nazývala Métro-Gare. 
Trať Ouchy – Flon měla délku 1482 metrů, překonávala výškový rozdíl 106 m (průměrným) stoupáním 11,6 %, vlaky jezdily v intervalu 8 minut. Paralelní trať CFF Station – Flon byla dlouhá 318 metrů, výškový rozdíl 37 metrů překonávala stoupáním 12 % a vozy na ní obíhaly nepřetržitě bez pevného jízdního řádu. Obě dráhy jezdily na vodní převahu, tj. v horní stanici byla vozům do nádrží napouštěna voda a v dolní stanici vypouštěna. 
Do roku 1954, kdy byla do údolí Flonu zřízena přímá železniční trať, sloužila trať lanovky i pro nákladní vlaky mezi hlavním nádražím a skladovým areálem v přístavu ve Flonu. 
V roce 1959 byla zbourána a přemístěna pod zem dosavadní nádraží státní dráhy CFF Lausanne-Flon i hlavní nádraží (Gare), lanovka byla v letech 1954 až 1958 postupně přestavěna na ozubnicovou dráhu, vedenou z poloviny pod zemí. Od té doby se pro ni používal název metro; veřejnost jí však přezdívala i nadále La Ficelle (provázek). V roce 1984 dráhu odkoupilo město Lausanne. 
22. ledna 2006 byla trať uzavřena. Náhradní dopravu zajišťovala autobusová linka nazývaná Métrobus (MB) od nádraží CFF v Ouchy ke stanici Montbenon poblíž Flonu. Vozy ze zrušené dráhy byly prodány francouzskému městu Villard-de-Lans pro nově budovanou ozubnicovou dráhu La Patache, která má spojit centrum Villardu s Le Balcon de Villard v roce 2008.

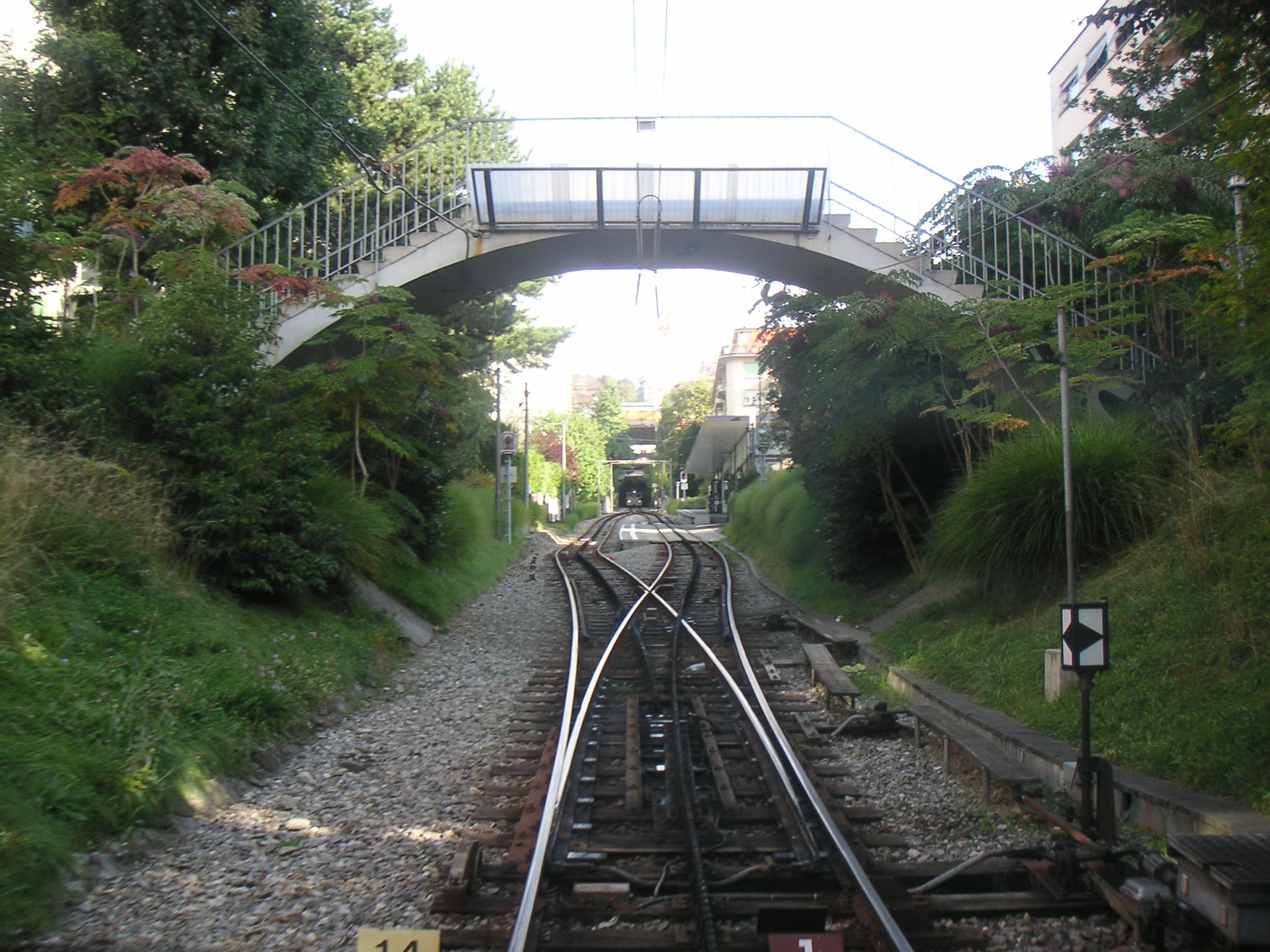
Výhybna ve stanici Métro Lausanne-Ouchy
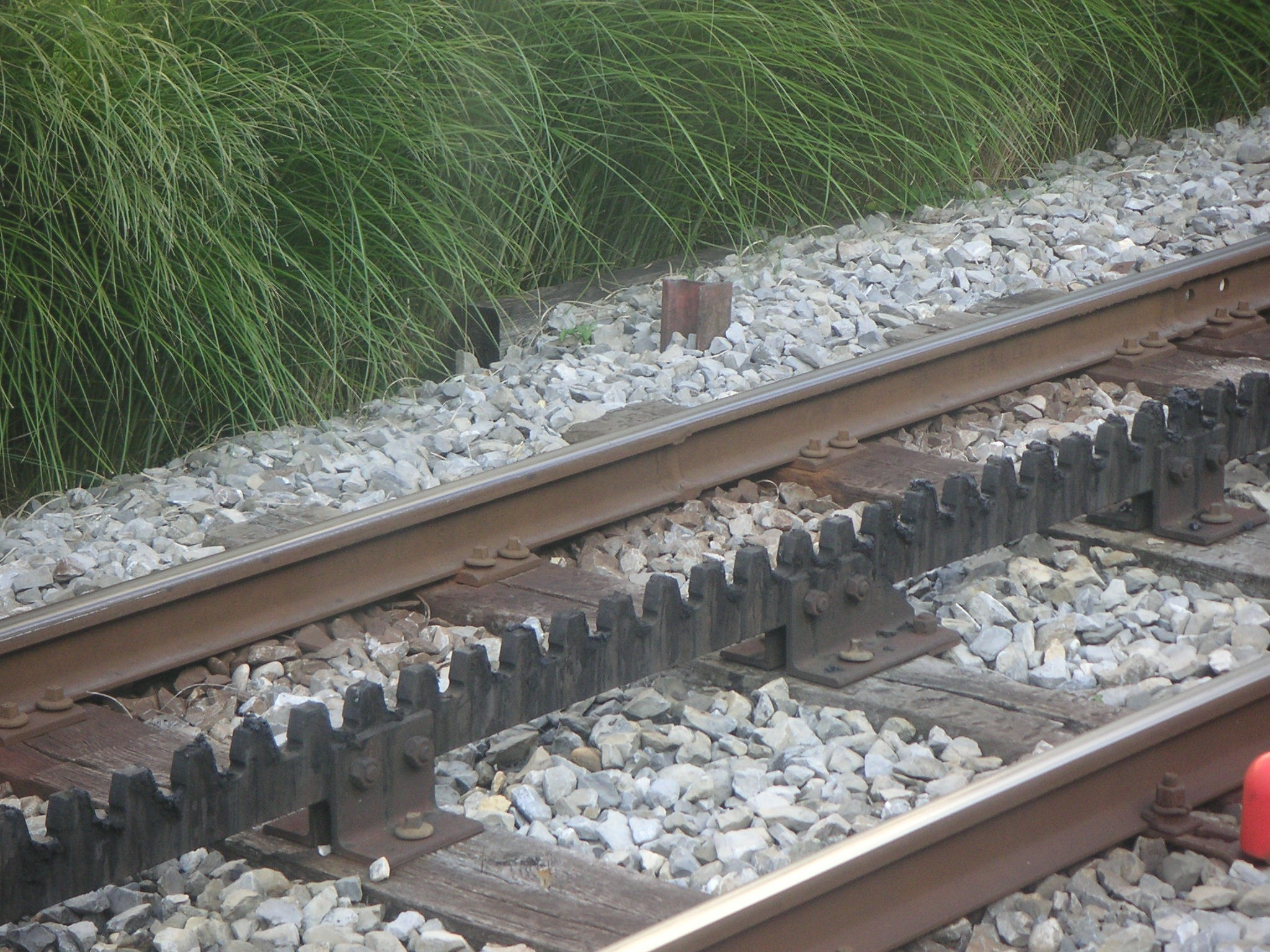
Ozubnice Métro Lausanne-Ouchy
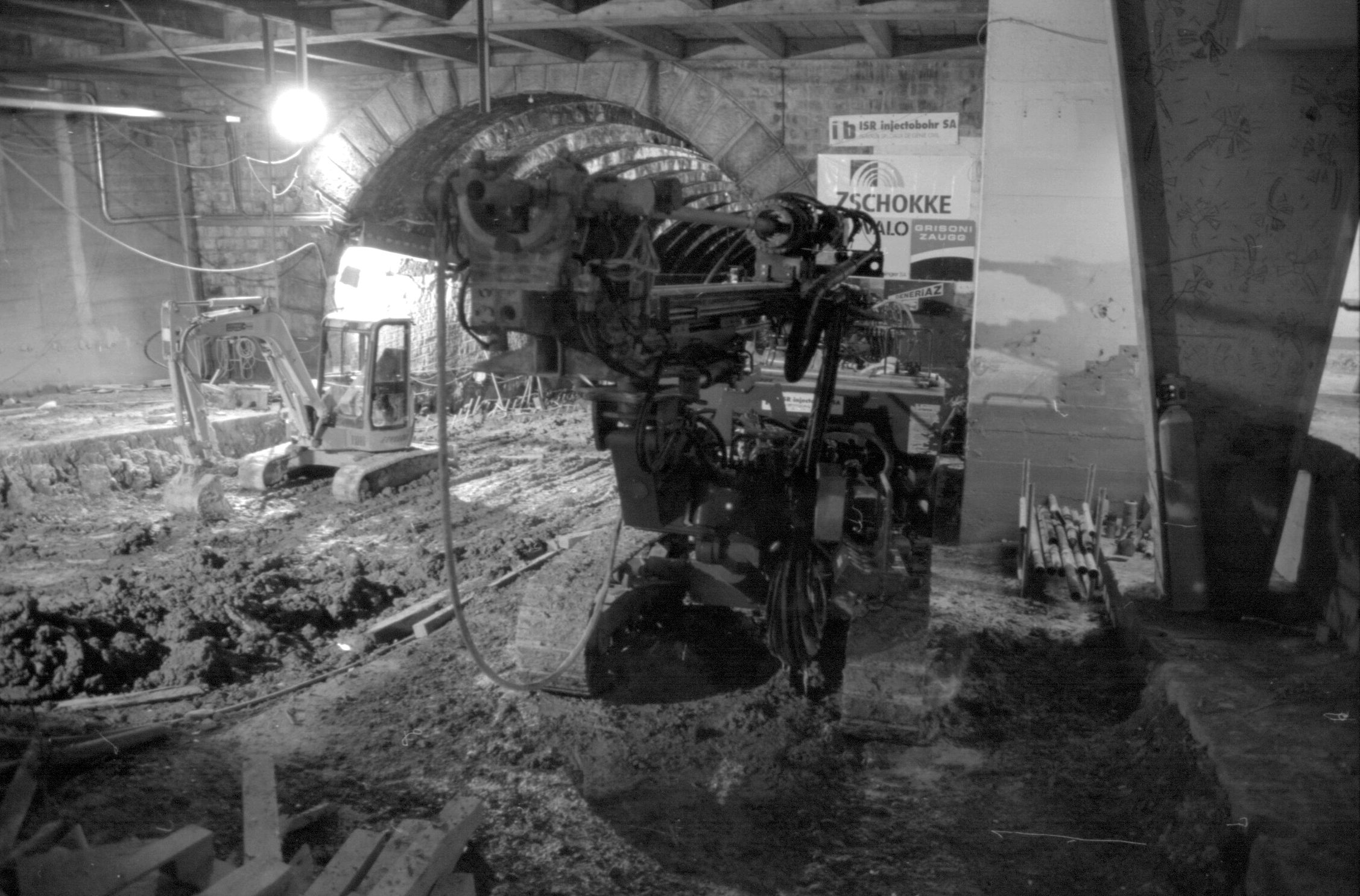
Přestavba ozubnicové dráhy na metro

### Stanice
| Stanice                  | Nadmořská výška | Historie | Typ           | Foto |
| ------------------------ | --------------- | -------- | ------------- | ---- |
| Ouchy                    | 373 m           | původní  | otevřená      |      |
| Jordils                  | 392 m           | původní  | otevřená      |      |
| Délices                  | 408 m           | nová     | krytá         |      |
| Montriond (zruš.)        | 420 m           | zrušená  | pův. otevřená |      |
| Grancy                   | 425 m           | nová     | otevřená      |      |
| Gare CFF                 | 451 m           | původní  | podzemní      |      |
| Flon                     | 473 m           | původní  | podzemní      |      |
| Riponne - Maurice Béjart | 492 m           | nová     | podzemní      |      |
| Bessières                | 500 m           | nová     | podzemní      |      |
| Ours                     | 517 m           | nová     | podzemní      |      |
| CHUV                     | 570 m           | nová     | podzemní      |      |
| La Sallaz                | 610 m           | nová     | krytá         |      |
| Fourmi                   | 651 m           | nová     | podzemní      |      |
| Vennes                   | 683 m           | nová     | podzemní      |      |
| Les Croisettes           | 711 m           | nová     | podzemní      |      |

## Linka m3
Linka m3 má být standardní tramvajová linka a je navrhována k obsluze rozvíjející se oblasti La Blécherette na západě Lausanne. Z Blécherette by m3 měla vést přes Palais de Beaulieu do Flon a odtud použít současnou trasu m2 na hlavní nádraží. Zároveň má být úsek trati mezi stanicemi Flon a Grancy zdvojkolejněn: nový tunel dále na západ od stávajícího a nová stanice v těsné blízkosti nástupišť SBB umožní vyšší frekvence a jednodušší přestupy. Přestupní vazba na linky m1 a m2 i na místní úzkorozchodnou železnici LEB má být ve stanici Lausanne-Flon. Mezi stanicemi Lausanne-Flon a Lausanne-CFF má být zřízen eskalátor. 
V roce 2012 se předpokládalo, že výstavba nové linky začne v roce 2018 a možná bude otevřena v roce 2020. Tyto termíny však nebyly zdaleka splněny; v roce 2019 kanton Vaud teprve přislíbil peníze na plánování. V roce 2022 uvolnil kantonální parlament 320 milionů franků na stavbu trati z vlakového nádraží do Flonu poté, co Spolková rada čtyři roky předtím schválila 97,3 milionů ze svého rozpočtu. Na konci roku 2022 byla oficiálně povolena výstavba trasy z Flonu do Blécherette. Otevření je naplánováno na rok 2027.
Uvažuje se také o zřízení linky m4 stávajícím tunelem TRIDEL, který spojuje koleje na západě města se spalovnou odpadu v La Sallaz.